# Vincenzo Calvesi
Vincenzo Calvesi (Roma, ... – ...; fl. 1777-1811) è stato un tenore e impresario teatrale italiano.
Abile tenore lirico, iniziò la sua carriera esibendosi in diversi teatri in Italia durante il 1770. Fu attivo a Dresda dal 1782 al 1783 e quindi trascorse gran parte della sua carriera esibirsi a Vienna dal 1785 al 1794. Oggi è ricordato soprattutto per aver creato il ruolo di Ferrando nella prima esecuzione di Così fan tutte di Wolfgang Amadeus Mozart nel 1790. Nello stesso anno la pubblicazione viennese Grundsätze zur Theaterkritik lo descrisse come "uno dei migliori tenori in Italia... con una voce naturalmente dolce, piacevole e sonora". In seguito fu attivo a Roma come impresario fino al 1811.

## Biografia
Calvesi nacque a Roma, figlio di Bernhard Calvesi, ciambellano pontificio. La sua data di nascita, i suoi studi musicali e i dettagli della sua giovinezza sono sconosciuti. Il primo resoconto sul cantante è del 1777 e indica una serie di spettacoli in opere liriche a Roma. Si esibì attivamente in opere comiche in Italia fino al 1782. Dal 1782 al 1783 cantò a Dresda presso il Kurfürstliches Hoftheater di recente apertura. Nel 1784 esordì al Teatro alla Scala alla prima milanese di Chi dell'altrui si veste presto si spogli di Domenico Cimarosa. Mentre si esibiva in Italia, sposò il soprano Teresa Calvesi, specializzato in ruoli di comprimaria e soubrette.
Nel 1785 Calvesi e sua moglie entrarono nella compagnia del Burgtheater di Vienna. Calvesi fece la sua prima apparizione in quel teatro d'opera nel ruolo di Sandrino in Il re Teodoro di Giovanni Paisiello nel 1785. Nel luglio dello stesso anno creò il ruolo di Casimiro nella prima de Gli sposi malcontenti di Stephen Storace.  L'8 gennaio 1788 interpretò il ruolo di Atar nella prima esecuzione di Axur, Re d'Ormus di Antonio Salieri al fianco di sua moglie nel ruolo di Fiammetta. Teresa cantava in ruoli secondari a Vienna, spesso in produzioni con suo marito, fino al 1791. Nel ruolo di Ippolito in Fedra di Paisiello ebbe il suo più grande successo. In seguito fu attiva nei teatri di Londra e in Italia, mentre suo marito rimase in Austria.
Calvesi continuò ad esibirsi al Burgtheater fino al 1794, ad eccezione della maggior parte del 1788, quando si esibì al Teatro di San Carlo a Napoli. Cantò in diverse altre prime mondiali al Burgtheater, in particolare interpretando il ruolo di Ferrando nella prima di Così fan tutte di Mozart il 26 gennaio 1790. Altri ruoli che creò a Vienna furono Artemidoro in La grotta di Trofonio di Salieri (12 ottobre 1785), Eufemio di Siracusa in Gli equivoci di Storace (27 dicembre 1786), il principe Don Giovanni in Una cosa rara di Vicente Martín y Soler (17 novembre 1787) ed Endimione in L'arbore di Diana di Soler (1 ottobre 1787). Il 5 novembre 1785 eseguì la parte del Conte nella prima mondiale del quartetto di Mozart Dite almeno, in che mancai, K. 479. Cantò anche  nella prima del trio di Mozart Mandina amabile, K. 480, il 21 novembre successivo, scritto da Mozart per La villanella rapita di Francesco Bianchi.
Nel 1794 Calvesi si ritirò dal palcoscenico e tornò nella sua nativa Italia. Intorno al 1796 iniziò a lavorare a Roma come impresario. Fu uno dei principali organizzatori di concerti ed eventi teatrali della città fino al 1811. Da quel momento non si hanno più sue notizie.